# Hussain Baba
Hussain Baba, de son nom complet Hussain Ali Baba Mohamed (arabe : حسين علي بابا), est un footballeur international bahreïnien, né le 11 février 1982 au Bahreïn.
Il évolue actuellement au poste de défenseur avec le club de l'Al-Kuwait Kaifan.

## Biographie

### En équipe nationale
Hussain Baba a participé à la Coupe d'Asie en 2004, 2007 et 2011.

## Palmarès
- Al-Kuwait Kaifan :
  - Vainqueur de la Coupe de l'AFC en 2012 et 2013
  - Champion du Koweït en 2006, 2007 et 2013
  - Vainqueur de la Coupe du Koweït en 2014